# 建国门事件
建国门事件，又称9·20事件、田明建事件，是1994年9月20日上午发生于中华人民共和国首都北京市市中心建国门桥、建国门外附近使馆区的一场枪战。事件造成数十人死伤，包括众多平民和一名伊朗外交官秘书及其儿子。主謀田明建最后被警方或军方击毙。

## 背景

### 當事人
田明建是中国人民解放军北京卫戍区警卫第三师十二团的一名中尉副连长，来自河南农村，1981年入伍，部队驻守于北京通县。军事素养较高，全团干部比武曾获第二名，并曾被保送西安陆军学院进修。1988年因出色的军事素质被调入北京卫戍区任职。他在军队服役十多年，有很高的枪法技术和对军事技术领域的掌握，还曾在团司令部任参谋一职，受到了层层提拔。

### 事件起因

#### 官方説法
中共湖南省党史研究室主办的《湘潮》杂志中一篇文章介绍称，田明建平时追名逐利，对下属随意打骂，还曾为升职向团部领导送礼。
根据《湘潮》杂志，田在连队期间，一士兵请假探亲未被田批准，该兵认为是自己与田关系不好导致，于是与田发生冲突，遭田拳打脚踢。由于军纪严禁殴打战士，田被停职反省，上级决定到连整顿。田对此决定不满，认为该兵不服纪律在先，因而与营级领导起冲突。营级上报所属团，团级领导支持营的决定。田与团级领导言语冲突，团领导在冲突中放话说要田收拾盖铺回家种地。此后，曾收礼的团领导也托人退礼。田认为升迁无望，决意报复，在营区行凶后劫车前往市区，并在建国门行凶。
冯晓蔚所作《人生与伴侣》称一次田明建一名下属战士携重礼向其求助，但事未办妥，一气之下曝光田明建受贿事实，随后田明建被下放连队任副连长。

#### 其他説法
BBC在2008年引述香港的中国人权民运信息中心报道称，事件起因是田明建妻子被强迫人工流产而死亡。也有评论文章和未具名声音认为，事件无关计划生育政策。还有人猜测田明建不是一连副连长，而是一连连长，否则不可能拿到枪库钥匙。

## 过程
9月19日，田明建请仓库保管员吃饭借机取得钥匙取出新列装部队的八一式步枪和6匣子弹并藏匿于检阅台椅子下面，同时告知老乡战友在次日出操时听到田的卧倒口令后即卧倒。
次日，驻守在通县的中国人民解放军北京卫戍区第3师12团中尉副连长田明建在出操时突然喊卧倒。随即多数战士立即卧倒，唯在例行视察的团政委等未及躲避，遭田举枪击毙。营区因无人持枪武装而大乱，战士四处躲藏，田趁乱在击杀首长4人、击伤战友10人后逃出营区。因不会开车，田携枪劫持一辆公路上驶过的北京212型吉普车，威胁司机开往天安门广场。在建国门立交桥附近突遇红灯时，司机趁机将车撞树后弃车而逃，被田明建一枪击倒。田明建随后对迎面而来的面包车，以及路边行人、车辆、建筑物等开火。
大批武警赶到后，田明建以街心交通护栏为掩体，数十名武警一时竟无法近身。此时，一辆北京公交44路汽车驶入交火区域，司机惊慌中将车辆停在路中间，大量子弹穿过车皮，造成众多乘客伤亡。还有多名骑自行车上班的路过平民被扫射中弹。驾车经过的伊朗驻华大使馆政务秘书优素福·穆罕默德·皮什科纳里（Yousef Mohammadi Pishknari）当场身亡，车上四子中9岁儿子身亡，另有两子受伤。田明建弹尽粮绝之时被部队狙击手击毙。也有称田在弹药将耗尽时試圖往雅宝路市场方向逃跑，被进入使馆区高楼的同部隊的狙擊手從背後击毙，该狙击手受二等功但次年因精神疾病退役。另一说田在弹药耗尽时用最后的部分子弹自杀。
事件发生后，中央军事委员会副主席张震乘车赴现场，此时田明建已被击毙，张震观察了现场。中国人民解放军总政治部主任于永波随后赶到，并与张震等人一同到医院看望伤员、到部队调查情况。
北京市法医检验鉴定中心为事件中的75名死伤者进行了鉴定。有说法称，该案造成至少4名解放军干部、17名平民及数目不详的公安特警死亡。

## 新闻报道
最先加拿大电视台报道，北京建国门外使馆区附近发生枪战。中国政府在得知事件发生后，立即关闭了电视卫星传播，禁止各国记者进驻现场采访。由于枪战就发生在加拿大的外交公寓下面，因此他们得以抢在禁令之前转播了现场实况。因伊朗驻华大使馆政务秘书及其子死亡，伊朗政府向中国提出抗议。

事件发生当天，中国国内媒体保持沉默，仅当日《北京晚报》被新华社授权刊发一条百余字新闻，称持枪暴徒已被击毙等。新華社稱，田明建在大使馆区加拿大驻华大使馆楼下向平民射击，导致17位平民死亡，包括伊朗驻华大使馆政务秘书优素福·穆罕默德·皮什科纳里与其子。
《西雅图时报》与美联社9月21日报道介绍，北京警方表示主干道上的枪击事件造成9人死亡、40人受伤，枪手是陆军中尉田明建，曾因殴打其他士兵受到纪律处分。事件始于北京通县，枪手劫持一辆车开往北京市中心，警方在其接近北京二环路时封锁了道路，田明建弃车跑下环路并持自动步枪开火。经20分钟枪战，警方击毙了田明建。遇难者包含一名伊朗外交官。
《费城问询报》9月24日引述军方消息人士称，凶手在政工干部否决一项决定后情绪失控，在事件前一天在军事驻地内大开杀戒并脱逃。

## 影响
该事件对此后中国人民解放军军队建设具有一定影响。“在此后的工作中，张震按照江泽民的要求，针对部队工作中存在的问题，大力加强思想政治建设，把它摆在一切工作的首位。着重抓好爱国奉献教育、革命人生观教育、尊干爱兵教育和艰苦奋斗教育，并进一步把党和红军的优良传统发扬光大，永保人民军队本色。”
事后，此案的相关责任人都受到了降职、撤职、直至追究刑事责任的处理。案发两年后，田明建原属的团被撤消了编制。
参与处置此事件，时年仅25岁的民警郑勇称：“当时现场很混乱，各部都用嘴喊，田犯原是部队军事尖子，他的八一式半自动步枪打的都是短连发，精度点射，从通县到建国门，他一人就枪杀了15人，还有轻重伤20余人。咱们有的民警大大咧咧地站、蹲在灌木、车门后隐蔽；有的扣住扳机不撒手，带的子弹一下就打光了，对这样一个人束手无策，最后还是田明建部队的狙击手将田犯击毙。”在军事技术方面，该事件暴露出的问题如下：
- 在交战中，田明建体现了野战部队单兵素质，使用了低姿态快速前进、寻找掩体和单手换弹匣等单兵技巧。而前线的民警和武警则暴露了缺乏枪战常识和训练、没有统一口令和指挥等问题。受影响的第3师由于匆忙集合发放武器（部分武器仍有油封）又耗时间调查田的路线，到达现场时为时已晚。[來源請求]
- 双方均趴在路边草丛中，侦察兵、北京市公安局东城分局防暴队和北京市公安局刑侦、武警挤成一团，各喊各的，均用口头明语联络，没有手语，场面较为混乱。[11]事后，侦察兵、特警等军警种都建立了规范的手语制度，用于紧急时刻交流，避免暴露位置。
- 北京市公安局东城分局民警曹付昆头戴钢盔伸出头察看时，钢盔被7.62mm口径步枪子弹击穿，脑颅遭受重创而死亡。[12]
- 当时没有一个建制有子弹，特务连的子弹还要去特定地点取。在此事件后全军建制团都设立一个战斗班，24小时待机处理突发事件，配发子弹。[13]